# Koriakie
La Koriakie (en russe : Корякия, Koriaka, en koriak : Чав’чываокруг), en forme longue l'okroug de Koriakie (en russe : Коря́кский о́круг, Koriakski okroug) est une subdivision administrative du kraï du Kamtchatka en tant qu'unité administrative-territoriale à statut particulier (ru). Son centre administratif est la commune urbaine de Palana, et sa population s'élevait à 15 393 habitants en 2023.
Ancien sujet fédéral de Russie en tant qu'okroug autonome Koriake (en russe : Коря́кский автоно́мный о́круг) elle a fusionné avec l'oblast du Kamtchatka le 1er juillet 2007 pour former le kraï du Kamtchatka, fusion qui fut préalablement approuvée par un référendum tenu le 23 octobre 2005. Avec une population de seulement 25 157 habitants, dont environ le quart de Koriaks, elle avait la plus faible population de tous les sujets fédéraux russes, bien qu'étant classée 17e en superficie, avec 301 500 km2. Le centre administratif de la Koriakie était Palana.

## Tremblement de terre d'avril 2006
Le 20 avril 2006, la péninsule du Kamtchatka fut secouée par un séisme majeur. D'une magnitude de 7,7 sur l'échelle de Richter, il avait son épicentre près du village de Telitchiki. Quelques résidents ont été blessés, aucun n'a été tué. Le tremblement de terre s'étant produit aux alentours de midi, les gens étaient réveillés et aptes à réagir.

## Code ISO
La Koriakie avait pour code KOR selon la norme ISO 3166-2 (liste des principales subdivisions d'un pays) ; (voir ISO 3166-2:RU)